# Американски лешояди
Американските лешояди, още кондори (Cathartidae) са семейство птици, състоящо се от 7 живи вида, разпределени в 5 рода.

## Описание
Американските лешояди обикновено са големи и достигат на дължина от 56 – 61 cm (Cathartes burrovianus) до 120 cm (Калифорнийски кондор и Южноамерикански кондор) и тегло над 12 кг. Оперението е предимно черно или кафяво, а понякога е маркирано с бяло. Всички видове имат дълги и широки крила и твърда опашка. Предните пръсти са дълги. Клюнът е леко изкривен и е относително слаб в сравнение с този на други хищни птици. Това е така, защото той е адаптиран към разкъсване на плът на полуизгнила мърша, а не на прясно месо.

## Хранене
Храната на всички живи видове е съставена предимно от мърша, поради което са често наблюдавани да се събират около трупове. Освен това диетата им включва плодове (особено гнили). Една необичайна характеристика на видовете от род Cathartes е силно развитото обоняние, което те използват за да намерят мърша. Откриването на мършата става по аромата на етил меркаптан, газ, произведен от разлагащите се животински органи.

## Класификация
Семейство Американски лешояди
- Род †Европейски лешояди (Diatropornis) Milne-Edwards, 1892[5]
  - Вид †Европейски лешояд (Diatropornis ellioti) Mourer-Chauviré, 1988
- Род †Phasmagyps Wetmore, 1927[5][6]
  - Вид †Phasmagyps patritus Wetmore, 1927
- Род †Brasilogyps Alvarenga, 1985[5]
  - Вид †Brasilogyps faustoi Alvarenga, 1985
- Род †Hadrogyps Emslie, 1988[5]
  - Вид †Hadrogyps aigialeus Emslie, 1988
- Род †Pliogyps Tordoff, 1959[5]
  - Вид †Pliogyps charon Becker, 1986
  - Вид †Pliogyps fisheri Tordoff, 1959
- Род †Perugyps Stucchi & Emslie, 2005[7]
  - Вид †Perugyps diazi Stucchi & Emslie, 2005
- Род †Аржентински лешояди (Dryornis) Moreno & Mercerat, 1891[5]
  - Вид †Аржентински лешояд (Dryornis pampeanus) Moreno & Mercerat, 1891
- Род †Южноамерикански лешояди (Aizenogyps) Emslie, 1998[5]
  - Вид †Южноамерикански лешояд (Aizenogyps toomeyae) Emslie, 1998
- Род †Breagyps Miller, 1938[5]
  - Вид †Breagyps clarki Miller, 1938
- Род †Geronogyps Campbell, 1979[5]
  - Вид †Geronogyps reliquus Campbell, 1979
- Род †Амазонски лешояди (Wingegyps) Alvarenga & Olson, 2004[8]
  - Вид †Wingegyps cartellei Alvarenga & Olson, 2004
- Род Черни грифове (Coragyps) Le Maout, 1853
  - Вид Черен гриф (Coragyps atratus) (Bechstein, 1793) – Южна Америка до САЩ
- Род Cathartes Illiger, 1811
  - Вид Пуйков лешояд (Cathartes aura) (Linnaeus, 1758) – през Америка до Южна Канада
  - Вид Малък жълтоглав лешояд (Cathartes burrovianus) Cassin, 1845 – Южна Америка до Мексико
  - Вид Голям жълтоглав лешояд (Cathartes melambrotus) Wetmore, 1964 – Амазонската низина на тропическа Южна Америка
- Род Калифорнийски кондори (Gymnogyps) Lesson, 1842
  - Вид †Кубински кондор (Gymnogyps varonai) (Arredondo, 1971)[9]
  - Вид Калифорнийски кондор (Gymnogyps californianus) (Shaw, 1797) – Калифорния, планините на Западна Северна Америка[10]
- Род Андски кондори (Vultur) Linnaeus, 1758
  - Вид Южноамерикански кондор (Vultur gryphus) Linnaeus, 1758 – Андите[11]
- Род Sarcoramphus Duméril, 1805
  - Вид Кралски лешояд (Sarcoramphus papa) (Linnaeus, 1758) – Южно Мексико до Северна Аржентина